# Kornelije
Kornelije, papa od 6. ili 13. ožujka 251. do lipnja 253.

## Životopis
Izabran je za papu za vrijeme progona rimskog cara Decija. Bio je u sukobu s novacijanima, koji su tvrdili, da za smrtne grijehe poput ubojstva, čak ni biskupi ne mogu dati oprost. Kornelije je mislio suprotno. Sveti Ciprijan, pomogao je Korneliju i njegovim pristašama, da pobijede. Za razliku od protupape Novacijana uspješno je zastupao stajalište da se onim kršćanima pokajnicima, koji su u progonstvu otpali od vjere, pruži oprost i opet otvore vrata Crkve.
Prema njegovim pisanjima, Rimokatolička Crkva je u to vrijeme pomagala 1500 siromašnih ljudi i udovica. Kornelije je za vrijeme cara Trebonijana Gala, prognan u Centuricellae (Civita Vecchia), gdje mu je odrubljena glava u lipnju 253. Slavi se kao svetac zajedno sa sv. Ciprijanom. Zaštitnik je stoke, domaćih životinja, ušnih bolesnika, epileptičara i njemačkog grada Kornelimünstera.